# Агафья Святославна
Агафья Святославна (1190-е, Новгород-Северское княжество — между 31 августа 1247 и 2 июня 1248, Плоцк) — княжна из ветви Ольговичей династии Рюриковичей, в браке великая княгиня Польши и княгиня-консорт Мазовии.

## Биография
Агафья была дочерью волынского князя Святослава Игоревича и его жены Ярославы Рюриковны, дочери киевского князя Рюрика Ростиславича.
По различным датировкам между 1207 и 1210 годами Агафья прибыла в Польшу, чтобы вступить в брак с князем Конрадом Мазовецким. Брак был следствием политических игр — отец Агафьи в то время стал союзником польского князя Лешека Белого и нуждался в этом браке, чтобы закрепить союз с польской знатью. Брак Агафьи и Конрада продлился тридцать лет.
Агафья активно поддерживала стремление мужа сблизиться с Тевтонским орденом, стремления вскоре увенчались успехом и в 1227 году княжеская пара встречала при своём дворе Германа Балка.
В 1239 году было совершено преступление, повлиявшее на членов семьи княгини. Всё началось, когда сын Агафьи Казимир женился на дочери Генриха Набожного Констанции. Иоан Херон, воспитатель сыновей Агафьи и Конрада, выказал своё отрицательное отношение к браку воспитанника и Констанции, а также, вероятно, нелестно отзывался о правлении Конрада. В конце концов Иона предали суду, признали виновным и казнили через публичное повешение. Ян Длугош писал по этому поводу: «А когда он умер, его тело сняли с виселицы и несколько братьев доминиканцев унесли его с намерением похоронить. Иоана похоронить так и не удалось, Агафья и Конрад приказали повесить его в кафедральном соборе Плоцка». Поскольку Агафья была причастна к обвинительному приговору, её стали называть второй Иезавелью. Также, по некоторым свидетельствам, княжеская пара была проклята архиепископом Гнезно.
Новость о казни быстро разлетелась по всей стране. Архиепископ Пелка Лис не только наложил проклятие на Агафью и её мужа, но также запретил церковные службы по всей Мазовии. Церковные колокола молчали и жители не могли ходить к мессе, ни свадьбы, ни похороны не проводились. От Конрада отвернулись практически все союзники и друзья. Тогда Конрад отправился в Лович и вымолил там прощение себе и Агафье.
В Плоцке выставлена гравюра, на которой изображена Агафья, её муж и двое старших сыновей. Точная дата смерти Агафьи не определена, но доподлинно известно, что она пережила Конрада, умершего 31 августа 1247 года.

## Брак и дети
Около 1207/1208 года Агафья Святославна вышла замуж за князя Конрада I Мазовецкого. Дети от этого брака:
- Пшемысл (? – 1228) [3]
- Болеслав (ок. 1208 — 25 февраля 1248), князь Мазовецкий
- Казимир (ок. 1211 — 14 декабря 1267), князь Куявский
- Земовит (ок. 1215 — 23 июня 1262), князь Мазовецкий
- Евдоксия (1215 — 1240), жена графа Дитриха I фон Брена
- Людмила (род. до 1225), монахиня
- Земомысл (между 1216 и 4 июля 1228 — между 10 июля и 18 сентября 1241)
- Саломея (между 1220 и 1225 — после 30 августа 1268), монахиня
- Юдита Мазовецкая (между 1222 и 1227 — 4 декабря между 1257 и 1263), замужем за 1) Мешко II Опольским, 2)  Генрихом III Белым Вроцлавским
- Дубравка (ок. 1230 — 1265), жена князя волынского Василько Романовича [4]
- Мешко (род. 1235 — умер в младенчестве)